# 陌生血親
《陌生血親》（英語：The Family）是一部由前珊達樂園作家珍娜·班斯開創的美國驚悚懸疑電視劇，於2016年3月3日在ABC開播。2016年5月12日，ABC宣布取消本劇。

## 故事
沃倫一家被認定死亡的失蹤小兒子亞當，在10年後歸來，而當一切看似回歸幸福平靜之時，黑暗的秘密與真相向沃倫一家席捲而來……

## 卡司

### 主要角色
- 瓊·愛倫 飾演 克萊兒·沃倫（Claire Warren）

共和黨黨員，緬因州赤松市市長，沃倫一家女主人。是個有野心、控制慾的政客，一直對亞當的失蹤無法釋懷。現在，亞當的歸來不僅讓她的家庭再度完整，更有機會使她坐上州長寶座。
- 魯珀特·格雷夫斯 飾演 約翰·沃倫（John Warren）

克萊兒的丈夫，為一名作家，和妮娜維持著婚外情。
- 艾莉森·皮爾 飾演 薇拉·沃倫（Willa Warren）

克萊兒的女兒，排行老二，為克萊兒的競選經理兼新聞協調員，擅於操控一切。對亞當的失蹤感到自責，並陷害漢克入獄，卻仍無法抹滅她內心的歉疚與罪惡。為了讓家人可以團結，可以不擇手段做出任何事。
- 瑪歌·冰咸 飾演 妮娜·邁爾（Nina Meyer）

警官，因沃倫小兒子案而成為明星警探，同時也和約翰維持著地下戀情。現在，亞當的出現讓她名譽掃地，為了保住一切她得誓死找出真兇。
- 查克·吉爾福德 飾演 “丹尼”爾·沃倫（Daniel "Danny" Warren）

克萊兒的大兒子，排行老大。對亞當的失蹤感到自責，並開始放縱自我，過著紙醉金迷的生活。現在亞當歸來，但他開始懷疑亞當的真實身分。
- 利安·詹姆斯 飾演 亞當·沃倫（Adam Warren）

克萊兒的小兒子，排行老么。10年前遭到綁架後歸來，但行為怪異，並與原來的亞當有些不同。實際並非亞當，本名為班·墨菲（Ben Murphy）。
- 芙蘿莉安娜·利瑪 飾演 布瑞蒂·克魯茲（Bridey Cruz）

女記者，丹尼的前女友，刻意接近丹尼好挖掘沃倫一家的驚人內幕。
- 瑪德琳·亞瑟（Madeleine Arthur） 飾演 薇拉·沃倫（Willa Warren）

青少年時期的薇拉。
- 拉米安·牛頓（Rarmian Newton） 飾演 “丹尼”爾·沃倫（Daniel "Danny" Warren）

青少年時期的丹尼。
- 安德魯·麥卡錫 飾演 漢克·亞瑟（Hank Asher）

沃倫家的鄰居，被控殺害亞當而入獄服刑10年，後被判無罪釋放，同時對沃倫一家感到埋怨。

### 常設角色
- 麥斯威爾·詹姆斯（Maxwell James） 飾演 亞當·沃倫（Adam Warren）

年幼時期的亞當。
- 格蘭·蕭 飾演 查理·朗格（Charlie Lang）

州長，民主黨黨員，克萊兒的政敵。
- 魯賓·聖地亞哥·哈德森（英语：Ruben Santiago-Hudson） 飾演 連恩·巴克希（Len Bucksey）

警察局局長，妮娜的上司。
- 麥可·艾斯波（英语：Michael Esper） 飾演 道格（Doug）

痲臉可疑男子。
- 茱蒂絲·艾薇（英语：Judith Ivey） 飾演 安妮·亞瑟（Annie Asher）

漢克的母親，在漢克坐牢期間病逝。
- 費利克斯·索利斯（英语：Felix Solis） 飾演 蓋斯·佛羅瑞斯（Gus Flores）

布瑞蒂的上司。
- 麥修·勞勒（Matthew Lawler） 飾演 蓋博·克萊門茲（Gabe Clements）

FBI探員，接手調查亞當案，為一名男同性戀者。
- 麥修·拉希德（Matthew Rashid） 飾演 萊恩（Ryan）

警探。
- 阿曼多·里斯科（Armando Riesco） 飾演 柯瑞·桑查茲（Corey Sanchez）

警探，妮娜的同事。
- 艾莉絲·史提爾（Alex Steele） 飾演 布瑞蒂·克魯茲（Bridey Cruz）

青少年時期的布瑞蒂。
- 柔伊·派瑞（英语：Zoe Perry） 飾演 貞·卡登（Jane Cardone）

道格的女友，於煉油廠工作，懷有身孕。

## 集數
| 集數 | 標題                                                                | 導演          | 編劇                                                 | 播出日期      | 美國收視 （百萬） |
| --- | ------------------------------------------------------------------- | ------------- | ---------------------------------------------------- | ------------- | ----------------- |
| 1 | 試播集 Pilot                                                        | 保羅·麥格根   | 珍娜·班斯                                            | 2016年3月3日  | 5.70              |
| 失蹤十年的亞當出現，並來到警局欲找妮娜，同時說出自己即是失蹤許久的亞當。接獲消息的克萊兒、薇拉與丹尼趕到醫院，妮娜表示經過DNA鑑定後，證實亞當為克萊兒的小兒子。沃倫一家人都對亞當的歸來感到激動，然而丹尼卻發現亞當似乎有些不一樣。克萊兒以亞當的歸來欲使約翰和自己可以拉近關係，並表明自己將不參選州長並決定專注於家庭，就在約翰對克萊兒此舉感到窩心時，卻發現原來這都是克萊兒為狗仔演出的一場戲碼。妮娜試圖找出真正的綁架犯，但卻一無所獲，同時她和約翰仍藕斷絲連。布瑞蒂想挖出驚人內幕，而刻意接近丹尼，至於薇拉則對自己過往所犯下的過錯感到歉疚。妮娜找到了綁架犯窩藏的地點，結果卻撲了個空。布瑞蒂發現驗證亞當DNA的醫師根本不存在，而亞當則看著過去的錄影帶，學著小亞當的說話方式。因涉嫌殺害亞當而入獄的漢克在法官還了他清白後，回到家中的他得知母親早已病逝，而人事境遷也讓他很難適應，同時他對約翰的示好不領情，並完全不為沃倫一家的遭遇感到同情。克萊兒帶著家人召開記者會，並利用亞當的事件來博取同情，同時公開宣布將角逐競選州長。妮娜找出10年前的證據，並發現上面只有漢克的指紋而沒有亞當的指紋，這才意識到是有人刻意將瓶中船置於漢克家。 過去：十年前，沃倫一家人在公園進行政治活動，而丹尼因和布瑞蒂廝混而將亞當丟給薇拉照顧，至於薇拉則未留意亞當，使得亞當失蹤。丹尼和薇拉對亞當的失蹤感到自責，而克萊兒和約翰的感情也出裂痕，為了彌補一切，薇拉潛入漢克家，將亞當的瓶中船放在漢克家。妮娜發現漢克的電腦裡有著戀童癖影片，加上找到了證物，故妮娜企圖說服漢克認罪。 |                                                                     |               |                                                      |               |                   |
| 2 | 你看見的是黑暗 All You See Is Dark                                  | 約翰·葛雷     | 珍娜·班斯                                            | 2016年3月6日  | 3.13              |
| 丹尼追問了亞當過去的記憶，試圖尋出線索，但亞當有記得丹尼的事，卻忘了幼時好友的事。薇拉決定安排一場家庭面談採訪，並試圖說服約翰答應。布瑞蒂找到妥托驗證亞當DNA的機構，但檢驗的醫師卻臥軌身亡，於是她決定接近丹尼好挖出真相。亞當不習慣睡在床上，因此躲進衣櫃裡睡覺，這讓克萊兒很痛心，因此要心理醫師從亞當現在的軀殼中找出亞當過去的心靈。克萊兒將衣櫃鎖上，不讓亞當躲進去睡，而夜裡亞當開始掙扎，試圖進入衣櫃，不忍心的克萊兒將鑰匙給了約翰，讓約翰將衣櫃開鎖。約翰也對亞當的舉動感到心疼，因此半夜到漢克家，責怪漢克不該為沒做過的事情認罪，導致亞當遭遇十年的囚禁。而後，漢克敲開了家中的天花板，並拿出一個罐子，而裡頭裝的是幼時亞當的手套。妮娜在樹林中找到了疑似是囚禁亞當的地下室，因此緊急呼叫支援，此時，道格秘密現身並企圖燒毀地下室。在火勢撲滅後，妮娜進入了地下室並確認環境與亞當所說的相符，隨後，FBI介入調查，而妮娜的職涯將備受考驗。丹尼發現亞當所說的過去的記憶都是從家中的相片得知，而布瑞蒂在丹尼酒醉的情況下發現丹尼也對亞當的身分感到懷疑。丹尼來到兒童牙醫診所，欲調閱亞當的醫療紀錄，卻得知薇拉已搶先一步拿走資料。薇拉說出幼時她發現約翰與妮娜之間有著異於常人的關係，而她暗中將相關的信件和簡訊刪除，並為約翰說謊，使得約翰偷情一事能夠撐過每個即將被揭露的危機，現在，薇拉以此威脅約翰答應加入競選活動，否則她住保證會堅守這個秘密，薇拉此舉讓約翰感到相當震驚。克萊兒來到亞當的房間，並進入衣櫃陪亞當睡覺，這時，在睡夢中的亞當口中說著：亞當，我的名字叫亞當。 過去：十年前，亞當會在校車來之前，跑去詢問漢克問題並讓漢克教導他如何做瓶中船，這一幕被薇拉撞見。漢克的母親向妮娜對漢克在亞當失蹤當晚的行蹤說了謊，這讓漢克感到不妥。克萊兒在公開場合怪罪漢克，使得漢克感到害怕，並決定將倉庫全部擦拭一遍，不留亞當的痕跡。               |                                                                     |               |                                                      |               |                   |
| 3 | 小狗與怪物 Of Puppies and Monsters                                  | 安德魯·麥卡錫 | 艾莉絲珊卓·坎寧漢姆                                  | 2016年3月13日 | 3.52              |
| 妮娜與蓋博來到沃倫家，而亞當決定重返現場提供警方線索。克萊兒不忍心而未陪伴亞當進入地下室，而亞當將沃倫家的佈置套入地下室，並暗中從一塊磚瓦裡，拿出一支鑰匙。丹尼試圖從薇拉那套話，並發現薇拉在說謊，於是丹尼追問了薇拉關於亞當的牙醫紀錄，但薇拉選擇迴避問題。丹尼在布瑞蒂的公寓發現了家族的資料，並得知布瑞蒂是名記者而意識到布瑞蒂是刻意接近自己。克萊兒在訪談中呈現出自己內心真正的感受，並宣傳了一個追蹤嫌犯的芯片，而布瑞蒂發現該芯片的研發公司，正是檢驗亞當DNA的研發中心。漢克在買小狗時，因為新聞上報導著克萊兒責難漢克的片段，使得賣方取消交易，這讓漢克內心五味雜陳。妮娜發現十年前約翰陷害漢克的真相而責難約翰，並表示亞當會被囚禁十年，都要怪約翰。警方在樹林間尋獲胎痕，並比對了輪胎與車型後，開始對附近煉油廠的員工進行調查，與此同時，道格報銷了自己的舊貨車，並買了新車。丹尼來到布瑞蒂家，並打算與布瑞蒂合作。亞當不小心看到薇拉裸體，這讓薇拉很不舒服，並要亞當記得自己是他的姊姊。 過去：十年前，警方發現約翰在克萊兒進行競選活動時，中途離開了一個小時，因此對約翰的行蹤提出質疑，這讓克萊兒開始懷疑約翰。約翰發現薇拉潛入漢克家，並得知薇拉將瓶中船放在漢克的抽屜，於是兩人攜手陷害漢克，並匿名向警方報案，使得妮娜當場人贓俱獲。 |                                                                     |               |                                                      |               |                   |
| 4 | 羽毛或鋼鐵 Feathers or Steel                                        | 約翰·葛雷     | 柯瑞·米勒                                            | 2016年3月20日 | 2.64              |
| 漢克家的玻璃被打破，連車庫門也遭到別人塗上怪物的字樣，當他在洗刷油漆痕跡時，亞當決定幫忙漢克，這一幕被克萊兒與約翰看見而緊張不已。誘拐犯再度犯案，並在公園裡帶走一名小男孩，這和亞當遭拐事件犯案手法如出一轍，而妮娜和蓋博決心揪出犯人。警方來到漢克家，並拿給漢克一張限制令，表示要漢克與沃倫一家人保持100碼的距離，這讓漢克感到無語。警方找到嫌疑人照片，而亞當指認照片中的道格即為誘拐犯。漢克找來律師，並打算對沃倫一家提出誹謗訴訟，但律師卻不願幫助漢克。丹尼看到亞當因確認嫌疑犯的照片而恐慌，這讓他開始質疑自己是否錯怪了亞當，因此決定取消與布瑞蒂的合作。妮娜與蓋博發現可疑車輛，而來到旅館抓人，結果妮娜錯認嫌犯並開槍射殺了綁架犯，而蓋博幫助妮娜掩蓋了此事。妮娜因此是受到質詢，而後，連恩將警徽與槍枝還給妮娜，並要妮娜做心理諮商，好得以保住警探職位。亞當得知自己的生日日期後，將其寫在便利貼上並與從地下室取出的鑰匙包在一起，藏在抽屜裡。布瑞蒂不想失去線索而來到沃倫家，並偷走了亞當使用過的棉花棒，結果差點被薇拉抓包。因妮娜和蓋博制止了綁架前女友孩子的綁架犯，故克萊兒公開表揚兩人，同時克萊兒也私下警告妮娜與約翰斷絕關係。丹尼得知布瑞蒂來過家裡，而警告布瑞蒂，兩人也因此不歡而散。貞好奇道格在工具屋藏了什麼，進入後發現原來道格做了寶寶的床，但實際上，道格在工具屋下挖了一個可疑的地道。薇拉在禱告時，幻想與布瑞蒂發生關係。漢克超越家門前的大樹，試圖挑戰沃倫家，而此幕被約翰看見。而後，漢克家凌亂不堪，明顯有打鬥痕跡，此時，漢克滿臉是血的倒臥在自家廚房，旁邊則倒著沾滿血的亞當的棒球棒。 過去：八年前，克萊兒當選市長後，來到監獄追問漢克關於亞當的屍體，但漢克並未答覆克萊兒，故克萊兒動用關係讓漢克在獄中受到生命的威脅。克萊兒發現約翰和妮娜的關係，當約翰打算坦白時，克萊兒選擇迴避問題。                                    |                                                                     |               |                                                      |               |                   |
| 5 | 我贏了 I Win                                                        | 安德魯·麥卡錫 | 珍寧·倫蕭                                            | 2016年3月27日 | 2.61              |
| 漢克向妮娜供稱是約翰傷害了他，而妮娜決定將漢克列為頭號嫌疑人。薇拉為了不讓克萊兒的競選受到影響，而要約翰認罪，但克萊兒和約翰都不願意這麼做。丹尼發現漢克受傷當晚，是亞當關掉了警報器，而亞當表示他認為一直待在家裡跟被囚禁沒兩樣。布瑞蒂替亞做了DNA檢驗，但蓋斯礙於線索來源不當而不願採用，因此布瑞蒂決定接近薇拉。道格帶著貞出遊，並在沿路寄明信片出去，與此同時，沃倫一家不斷收到可疑明信片，而警方試圖從中找出線索，好逮捕誘拐犯。克萊兒深信約翰並未傷害漢克，因此要妮娜想出辦法。妮娜來到漢克家，並拆穿了漢克自導自演的戲碼，而漢克也不得不撤銷對約翰的指控。克萊兒和約翰的關係漸漸轉好，而布瑞蒂在網路上發起支持約翰的行動也奏效，因此薇拉承認布瑞蒂的行動，而布瑞蒂為了證明自己非常了解薇拉，而吻了薇拉。妮娜意識到誘拐犯非常想念亞當，因此來到沃倫家，並希望可以利用亞當來做為誘餌。布瑞蒂收到亞當的DNA報告，並向蓋斯說出現在的亞當並非真正的亞當。 過去：十年前，約翰在公園酗酒被薇拉發現，而後薇拉找來妮娜幫忙。妮娜將約翰帶回家後，兩人產生了情愫並發生關係。薇拉發現約翰和妮娜偷情，並暗自將兩人的簡訊刪除，不讓克萊兒發現，好保護自己的家庭。 |                                                                     |               |                                                      |               |                   |
| 6 | 無所不在的男人 Nowhere Man                                          | 安德魯·麥卡錫 | 比爾·克雷布斯                                        | 2016年4月3日  | 3.13              |
| 布瑞蒂將亞當的DNA報告拿給薇拉看，而薇拉謊稱亞當是私生子。克萊兒勉強答應讓亞當成為誘餌，而亞當在商場上，看見了道格的身影而開始恐慌。道格發現警方的蹤影後，扔掉了身上的外套，並利用貞當作掩護，躲開了警方的追查。法蘭對漢克有意思，而漢克對此有些退卻，就在兩人將進一步發生關係時，漢克推開了法蘭，並要法蘭上網搜尋他，好了解他的過去。亞當過去的傷口感染，導致腸道阻塞而必須動手術，與此同時，有人送來了祝福“班”康復的花。手術後，克萊兒得知早在五歲便切除闌尾的亞當居然有闌尾，因此她開始陷入驚恐，並決定試探亞當，結果當她對亞當叫了班的名字時，亞當竟有所反應。陷入低潮的薇拉在酒醉後，來到布瑞蒂家尋求安慰，並與布瑞蒂發生了關係。當薇拉回到家後，克萊兒追問了薇拉關於亞當的身分，而薇拉對此只能感到歉疚。就在約翰與妮娜在確認商場監視畫面時，他們發現了在煉油廠工作的貞的身影。 過去：十年前，道格製作了一個隔音木箱，並在公園利用狗狗來誘拐了亞當。妮娜傳喚了在亞當失蹤當天在公園擺攤的攤販至警局，其中包括道格。道格將昏迷的亞當帶到地下室，而此時班早已被道格關在地下室。 |                                                                     |               |                                                      |               |                   |
| 7 | 所有漫長的一天 All the Livelong Day                                 | 保羅·麥格根   | 伊莉莎白·克拉夫特 ＆ 莎拉·費因                       | 2016年4月10日 | 3.15              |
| 克萊兒對薇拉的所為無法諒解，而薇拉也道出了亞當死亡的事實。陷入低潮的克萊兒買醉了自己，並來到紀念亞當的長椅度過一夜。當班在醫院醒來時，他發現薇拉就坐在他身旁，而他追問了薇拉關於克萊兒的去處，此時，薇拉說出自己很慶幸當時亞當並未聽從她的意見，這讓班察覺到異樣。回到家後，克萊兒並未戳破真相，並擁抱了亞當。亞當來到薇拉之間安置他的旅館，並拔下電燈開關，從牆壁裡拿出了一疊鈔票。 過去：亞當和班成為了朋友，並在這十年中偷偷挖了通道，但逃脫計畫仍然失敗。亞當放棄了希望，並生了重病，但道格遲遲未出現使得亞當回天乏術。班不想再受道格的囚禁而趁機逃脫，並來到沃倫家遇見了薇拉。班說出了過去十年間發生的事，這讓薇拉對亞當的死感到痛心，並確認了班確實認識亞當。薇拉將班安置在旅館，並替受傷的班包紮後，準備在隔日向警方報案。約翰回到家後，對準備參加募款晚會的克萊兒提出了離婚協議，使得克萊兒在晚會上躲在廁所裡痛哭，所幸有薇拉的陪伴，讓克萊兒可以振作。薇拉意識到亞當的歸來將會讓整個家重新團聚，因此她決定讓班變成亞當，並與班做好萬全準備。薇拉回到家後，發現約翰又要出差，並得知克萊兒與約翰將要離婚的事實，這讓她的希望破滅，因此她放棄了讓班成為亞當的計畫，並給了班一筆錢以及換洗衣物後，希望班遠走高飛。無處可去的班擅自喬裝成亞當到警局報案，而薇拉對班的舉動感到驚訝，但班非常堅持自己是亞當，這讓薇拉束手無策。 |                                                                     |               |                                                      |               |                   |
| 8 | 天真的貞 Sweet Jane                                                 | 科林·布克西   | 妮可·保羅赫斯                                        | 2016年4月17日 | 2.98              |
| 州長太太以克萊兒買醉的照片威脅薇拉，而克萊兒要薇拉自行解決這件事。妮娜再次找來貞，並追問貞關於賣場所發生的事，這讓貞意識到道格即為誘拐犯，但貞並未向妮娜說出真相。班在半夜帶著之前藏起鑰匙，來到一棟房子，而房子內擺了許多小孩的照片，還有一隻狗狗。妮娜得知班常常在半夜外出後，決定跟蹤班，但蓋博希望妮娜可以專注於捉住誘拐犯。漢克打算賣掉房子，然而房仲表示漢克得和鄰居打好關係，因此漢克試圖向克萊兒示好，但克萊兒卻不明就裡，使得漢克感到氣憤，並說出班常常在半夜出門，而克萊兒卻對此完全不知情，並要克萊兒做好母親的角色。薇拉和布瑞蒂的關係進展順利，同時，薇拉也給予了布瑞蒂一個勁爆消息。克萊兒刻意在客廳等待班出門的時刻，並表示自己沒辦法再假裝下去了，並會幫班找到合適的去處，而慌張地班希望克萊兒可以留下自己，於是說出自己可以向克萊兒分享亞當的一切。克萊兒從班那聽到了不少關於亞當的事，並開始軟化，同時她也意外的向漢克道謝。蓋博發現貞有隻黃金獵犬，這與道格在賣場丟棄之外套上的狗毛有所關聯，因此意識到道格即為誘拐犯，並來到貞家希望貞可以和自己回局裡一趟，而慌張地貞趁蓋博不注意時，拿平底鍋砸暈了蓋博。妮娜發現班是左撇子，這與亞當不符，就在這時，電視報導著自己與約翰的婚外情。克萊兒對薇拉洩漏約翰外遇證據此舉感到無法諒解，並對薇拉的人格提出質疑，這反讓薇拉感到生氣，並表示自己一直以來都待在克萊兒身邊，扶持並幫助克萊兒，倘若沒有自己，克萊兒也不可能撐過失去亞當的歲月。道格發現貞有所異樣，而貞也質問道格怎麼能夠再度犯案，而道格發現貞傷害了蓋博後，將奄奄一息的蓋博拖到工具屋。漢克正修理著家中廚房的抽屜，並發現了木工的電話，而該木工即為道格。 過去：十年前，克萊兒從網路上得知漢克的過去後，向安妮表示希望安妮別再給小孩子上鋼琴課，並要她親自向漢克追問原因。漢克坦白自己曾經犯下的錯，而安妮希望可以幫助漢克，矯正這一切。 |                                                                     |               |                                                      |               |                   |
| 9 | 公鬥魚 Betta Male                                                   | 麥克爾·奧佛   | 馬克·K·透納 ＆ 達薇塔·史嘉蕾                         | 2016年4月24日 | 2.92              |
| 班發現克萊兒在娃娃裡裝了監視器，而布瑞蒂意識到薇拉善於操控他人。妮娜試圖從班接受心理治療過程的影片中找出蛛絲馬跡，並來到領養機構發現了班的照片。妮娜來到沃倫家欲對班進行問話，並嘗試戳破班的謊言，這讓克萊兒與薇拉非常緊張。布瑞蒂試圖挖出內幕，而蓋斯認為這一切的騙局皆為薇拉所為。道格來到漢克家修理廚房抽屜，並藉機觀察沃倫家的行跡，而在完工後，道格潛入了沃倫家，並向獨自在家的班表示兩人需要談談。於辯論會上，克萊兒力壓朗格，使得其聲勢水漲船高，同時，原本應該出現在辯論會上的丹尼，卻與布瑞蒂發生了關係。貞做好食物後，用不斷顫抖著的手端著托盤來到工具屋的地下室給傷重的蓋博吃，並不斷地向蓋博道歉，與此同時，蓋博的丈夫來到警局找蓋博，這才讓妮娜發現蓋博可能遭遇不測。班對於自己並非亞當一事向克萊兒表達歉意，並希望克萊兒別在監視自己，而克萊兒也決定多了解班的過去與身世。漢克發現修好的廚房抽屜上的標誌與十年前在公園上買的小木屋標誌相同，並因此意識到道格可能即為誘拐犯，於是他來到了警局，決定將此事告訴妮娜好還自己一個清白。薇拉發現自己與克萊兒所知的亞當最後的結局有所出入，因此質問了班，同時，在心理治療的影片中，班好奇為何兩隻公鬥魚不能生存在一個空間，並得知公鬥魚會互相殘殺。 過去：十年前，漢克和亞當斷絕了朋友關係，並在公園裡買了道格的產品。 |                                                                     |               |                                                      |               |                   |
| 10 | 告訴男友妳懷孕的有趣方法 Fun Ways to Tell Boyfriend You're Pregnant | 荷莉·戴兒     | 珍寧·倫蕭                                            | 2016年5月1日  | 2.85              |
| FBI探員不太相信蓋博遭到誘拐犯綁架，同時，漢克將小木屋交給了妮娜，並希望妮娜將自己協助破案一事公諸於世，好讓他的形象扭轉。沃倫一家得知妮娜調查案情有所進展後，試圖得知誘拐犯的身分，因此約翰刻意向漢克示好，但漢克對沃倫一家仍保有戒心，至於克萊兒則試圖從妮娜那獲得更多消息，最後仍無功而返。克萊兒將祖傳的手錶送給了班，與此同時，班和道格有所聯繫，並給予道格有關警方查到的消息。道格、貞與蓋博移駕到樹林裡的一間木屋，而道格認為蓋博必須死，否則恐將連累貞。布瑞蒂跟蹤薇拉，並拍到薇拉與遺傳學科技公司有所聯繫的照片，並暗中竊取了薇拉電腦裡的檔案。一年前，道格在亞當死後打算自我了結時，得知貞懷孕後，他才選擇作罷。貞的羊水破裂，在不知道格去向的這時，貞來到地下室向蓋博求救，而在蓋博的陪伴下，貞成功產下了男嬰，但這卻讓兩人開始憂慮道格是否會對孩子下手。薇拉依舊非常在意班的問題，因此在追問之下，班坦承其確實有傷害亞當，雖然他很喜歡亞當，但他也很嫉妒亞當擁有完美的家庭，這讓薇拉難以接受，而丹尼似乎也察覺出異樣。妮娜試圖向FBI探員證明蓋博確實曾出現在道格家的木屋，與此同時，道格主動走進了警局。 過去：十年前，克萊兒與漢克沉浸在失去亞當的悲痛之中，並忽視薇拉與丹尼，這讓丹尼更顯叛逆，而薇拉則試圖幫忙克萊兒打理家務，讓家人能夠重新凝聚。在丹尼打贏球賽時，只有薇拉到場支持他，這讓丹尼非常感動。 |                                                                     |               |                                                      |               |                   |
| 11 | 競選日 Election Day                                                 | 科林·布克西   | 比爾·克雷布斯 ＆ 柯瑞·米勒                           | 2016年5月8日  | 2.56              |
| 道格鑽了漏洞，使得妮娜無法定期其罪，而班也撒謊未指證出道格即為誘拐犯。妮娜跟蹤道格被識破，並因此跟丟了道格。約翰相信班的謊言，並要妮娜別再接近其家人。貞設法鋸斷綁住蓋博的鐵鍊無果，蓋博要貞切斷其手指好得以逃脫，但在切除一隻手指後，蓋博昏厥導致貞不敢切掉另一隻手的手指。薇拉打算將班送走，這讓班非常著急，而急於與約翰親近，這使薇拉非常受不了。克萊兒來到漢克家，並追問為何漢克會知道兇手是誰，而漢克據實說出後，讓克萊兒受到不少刺激。丹尼看出薇拉的心情不好，因此要薇拉別因為布瑞蒂而暗自傷心，而薇拉也因此與丹尼出櫃。克萊兒告訴薇拉其發現班在指認兇手時說謊，並追問薇拉為何班會想隱瞞兇手，而薇拉坦承亞當的死與班有關，就在這時，克萊兒成功當選州長。道格看出貞有所異樣，而貞騙道格其身上沾到蓋博的血是生孩子流的血，而後，道格要蓋博讓警方別再找尋他。布瑞蒂來到一間餐館休息，並認識了服務生莎莉，在談天過後，莎莉說出自己在坐牢期間，其男友將兒子丟給領養機構，隨後便失去兒子的消息，而莎莉的兒子名叫班，隨後，布瑞蒂離開了餐館並聯絡蓋斯，準備祭出一場驚天動地的新聞。 過去：十年前，漢克將車子停在公園，並看著小孩自慰，隨後被一名員警發現，並被控性騷擾犯。擁有大好前途的漢克因此而辭掉工作，並回到母親家，認識了亞當。 |                                                                     |               |                                                      |               |                   |
| 12 | 為什麼這麼久才來 What Took so Long                                  | 保羅·麥格根   | 故事：珍娜·班斯 劇本：伊莉莎白·克拉夫特 ＆ 莎拉·費因 | 2016年5月15日 | 3.30              |
| 克萊兒足不出戶，甚至沒心情現身記者會，而她在向班坦白自己知道了班對亞當所做的事後，來到亞當與般被囚禁的地下室，幻想著自己與亞當再次見面。班將自己的真實身分告訴了丹尼後，留下一封信給薇拉便離開了沃倫家。布瑞蒂說出自己找到了班的生母，而薇拉表示願意用官方職位來換取布瑞蒂不登報，但布瑞蒂想要的是薇拉。即便收到蓋博的訊息，妮娜仍然不放棄，並依循線索來到道格所待的木屋附近，在聽見槍聲後，妮娜發現了下體中槍的道格，並找到了受傷的蓋博。當蓋斯問起布瑞蒂是否寫好關於班的報導時，布瑞蒂僅留下了自己的員工證，並表示蓋斯應該更早提拔她，隨後她便揚長而去。克萊兒與薇拉得知班離家後，兩人找回了班，並將班帶回家，同時，班也告訴了薇拉關於丹尼知悉真相的事。薇拉來到酒吧找丹尼，並希望獲得丹尼的原諒，但丹尼最終還是不語離去，留下薇拉一人獨自傷心。妮娜在道格家發現了一具男屍，結果卻證實該屍體非亞當，這讓妮娜對亞當的下落感到疑惑，另外，布瑞蒂慘死在樹林間，而此事似乎與薇拉有關。早前，貞在木屋旁的工具屋發現了活著的亞當，並與亞當計畫逃離道格，而在兩人臨走前，亞當拿著獵槍射擊了道格的下體，並與貞離開了當地，而來到休息站的亞當，打電話到沃倫家，並向接起電話的班表示自己要奪回屬於自己的一切。 過去：亞當與班試圖挖洞脫逃的計畫失敗後，兩人決定趁道格現身時，攻擊道格，結果班因過度驚嚇而未幫助亞當反抗，導致亞當在與道格發生摩擦時撞傷了頭部。 |                                                                     |               |                                                      |               |                   |

### 收視
| 集數 | 標題                         | 播出日期      | 收視／份額 （18-49歲） | 收視 （百萬） | DVR （18-49歲） | DVR收視 （百萬） | 加總 （18-49歲） | 總收視 （百萬） |
| ---- | ---------------------------- | ------------- | ---------------------- | ------------- | --------------- | ---------------- | ---------------- | --------------- |
| 1    | 試播集（Pilot）                   | 2016年3月3日  | 1.5/5                  | 5.70          | TBA             | TBA              | TBA              | TBA             |
| 2    | 你看見的是黑暗（All You See Is Dark）           | 2016年3月6日  | 0.8/2                  | 3.13          | 0.7             | 2.30             | 1.5              | 5.43            |
| 3    | 小狗與怪物（Of Puppies and Monsters）               | 2016年3月13日 | 0.8/3                  | 3.52          | 0.8             | 2.11             | 1.6              | 5.63            |
| 4    | 羽毛或鋼鐵（Feathers or Steel）               | 2016年3月20日 | 0.7/2                  | 2.64          | 0.6             | 1.96             | 1.3              | 4.60            |
| 5    | 我贏了（I Win）                   | 2016年3月27日 | 0.6/2                  | 2.61          | 0.7             | TBA              | 1.3              | TBA             |
| 6    | 無所不在的男人（Nowhere Man）           | 2016年4月3日  | 0.7/2                  | 3.13          | 0.6             | 1.79             | 1.3              | 4.91            |
| 7    | 所有漫長的一天（All the Livelong Day）           | 2016年4月10日 | 0.8/2                  | 3.15          | 0.6             | 1.84             | 1.4              | 4.99            |
| 8    | 天真的貞（Sweet Jane）                 | 2016年4月17日 | 0.8/2                  | 2.98          | 0.6             | 1.79             | 1.4              | 4.76            |
| 9    | 公鬥魚（Betta Male）                   | 2016年4月24日 | 0.8/2                  | 2.92          | 0.7             | 1.90             | 1.5              | 4.82            |
| 10   | 告訴男友妳懷孕的有趣方法（） | 2016年5月1日  | 0.8/2                  | 2.85          | 0.5             | 1.60             | 1.3              | 4.45            |
| 11   | 競選日（Election Day）                   | 2016年5月8日  | 0.7/2                  | 2.56          | 0.6             | 1.76             | 1.3              | 4.31            |
| 12   | 為什麼這麼久才來（What Took so Long）         | 2016年5月15日 | 0.8/3                  | 3.30          | 0.6             | 1.71             | 1.4              | 5.01            |
| 平均 | 平均                         | 平均          | 0.8                    | 3.02          | 0.6             | 1.88             | 1.4              | 4.89            |

## 製作

### 開發與拍攝
2014年9月24日，ABC宣布購買《醜聞》常駐編劇珍娜·班斯的原創懸疑電視劇。本劇由ABC Studios和曼德維爾電視共同製作，並由珍娜·班斯、大衛·郝伯曼、托德·雷博曼與蘿莉·札克斯擔任執行製作。2015年1月28日，ABC確定製作本劇試播集。
試播集於2015年3月12日在加拿大不列顛哥倫比亞溫哥華開拍，並由保羅·麥格根執導。2015年9月，其他集數開始於紐約拍攝。

### 選角
選角於2015年2月公告。2月13日，查克·吉爾福德為首位加入主演陣容的演員，並飾演家中的哥哥。2月19日，宣布利安·詹姆斯將飾演眾人以為已死的家中小兒子，是全劇的關鍵人物。2月25日，瑪歌·賓漢姆加入本劇，並飾演一名女警探。同日，宣布獲三次奧斯卡金像獎提名的瓊·愛倫將出演女主角，飾演家中的女主人，同時也是位市長，而本劇也成為其回歸小螢幕首次擔綱主演的作品。同日晚些，宣布艾莉森·皮爾加入卡司陣容，並飾演市長的女兒身兼競選經理；芙蘿莉安娜·利瑪則飾演一名年輕女記者。3月10日，宣布安德魯·麥卡錫將飾演沃倫一家的鄰居，並被控殺害沃倫一家的小兒子而入監服刑了10年。3月16日，宣布魯珀特·格雷夫斯飾演女主角的丈夫、沃倫一家的男主人。
2015年10月2日，格蘭·蕭加入本劇擔任常設演員，並飾演女主角的政敵身兼出身民主黨的州長。

### 播出
本劇首集安排於周四（2016年3月3日）開播，緊跟在《實習醫生》之後、《逍遙法外》之前播出。2016年3月6日起，回歸正常檔期於每周日首播。

## 評價
《陌生血親》獲得好壞參半的評價，不過評論家們對瓊·愛倫、安德魯·麥卡錫與艾莉森·皮爾的演技表示讚賞。於Metacritic整合的評論中，本劇獲得58分（滿分100分；22名評論家），屬好壞參半的評論。於爛番茄整合的評論中，本劇獲得59%新鮮度、5.98/10分（32名評論家），評論家共識：「《陌生血親》對謎團的解惑令人感到困惑與費解，使得很難吸引觀眾持續收看，儘管瓊·愛倫的演技很好。」娛樂周刊評比本劇為“2016年前5差電視節目”中之第3名。

### 收視
| 季數 | 播出時間（ET）                               | 集數 | 首映         | 首映          | 季終          | 季終          | 電視季度 | 18–49歲 收視 排名 | 18–49歲 收視 平均 | 收視人数 排名 （百萬） | 平均 收視人数 （百萬） |
| 季數 | 播出時間（ET）                               | 集數 | 日期         | 收視 （百萬） | 日期          | 收視 （百萬） | 電視季度 | 18–49歲 收視 排名 | 18–49歲 收視 平均 | 收視人数 排名 （百萬） | 平均 收視人数 （百萬） |
| ---- | -------------------------------------------- | ---- | ------------ | ------------- | ------------- | ------------- | -------- | ----------------- | ----------------- | ---------------------- | ---------------------- |
| 1    | 星期四 21:00（Ep 1） 星期日 21:00（Ep 2–12） | 12   | 2016年3月3日 | 5.70          | 2016年5月15日 | 3.30          | 2016     | 92                | 1.4               | 92                     | 4.89                   |

## 外部連結
- 官方网站（英文）
- 互联网电影数据库（IMDb）上《陌生血親》的资料（英文）
- 製作公司官方網站（英文）